# Кејвтаун (Мериленд)
Кејвтаун (енгл. Cavetown) насељено је место без административног статуса у америчкој савезној држави Мериленд.

## Демографија
По попису из 2010. године број становника је 1.473, што је 13 (-0,9%) становника мање него 2000. године.
| Група             | 2000.         | 2010.         |
| Белци             | 1.444 (97,2%) | 1.378 (93,6%) |
| Афроамериканци    | 2 (0,1%)      | 20 (1,4%)     |
| Азијати           | 2 (0,1%)      | 6 (0,4%)      |
| Хиспаноамериканци | 23 (1,5%)     | 41 (2,8%)     |
| Укупно            | 1.486         | 1.473         |